# COROT-4b

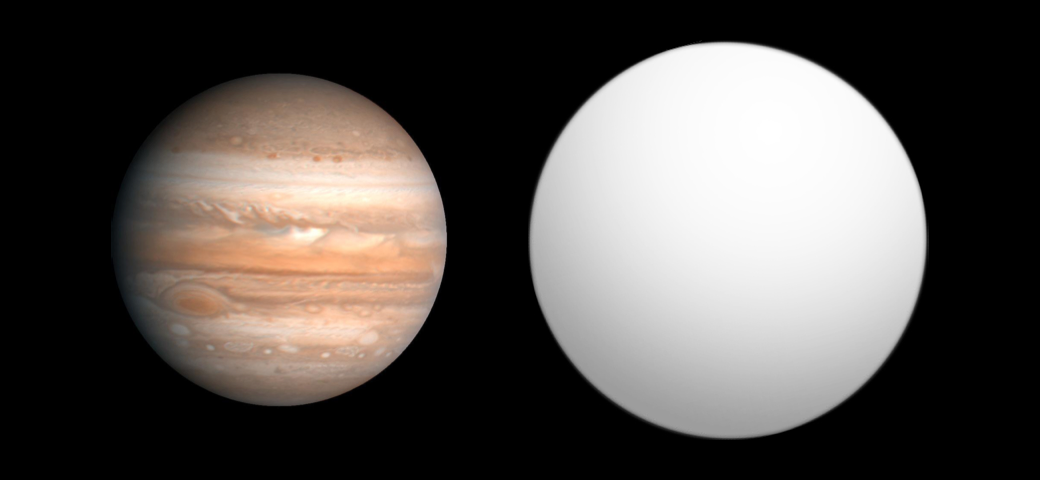
Comparação de COROT-4b a Júpiter.

COROT-4b (anteriormente conhecida como COROT-Exo-4b ) é um planeta extrasolar orbitando a estrela COROT-4. Está provavelmente em órbita sincronizada com a rotação da estrela. Foi descoberto pela missão francesa COROT em 2008.